# Nothosauroidea
Los notosauroideos (Nothosauroidea) son un orden extinto de saurópsidos (reptiles) sauropterigios que vivieron en el período Triásico. Habitaban entre el Mediterráneo actual, el sur de Alemania, al oeste del Tetis y por el sur de China.
Vivían en ríos y zonas costeras, y se cree que cazaban en el agua y salían a descansar en playas y rocas. Medían unos tres metros de longitud, con un cuerpo y un cuello largos. Sus patas delanteras se habían adaptado a la forma de vida acuática y se volvieron más estilizadas, pero las patas traseras todavía parecían las patas de un  animal terrestre. Los pies posiblemente eran palmeados, para propulsar al animal al nadar. La cabeza era aplanada, triangular y pequeña en relación con el cuerpo. Las mandíbulas estaban dotadas con numerosos dientes afilados que apuntaban hacia fuera, y los dientes de la mandíbula superior e inferior se entrelazaban. Esto indica que tenían una dieta consistente en peces y calamares.

## Evolución
Los notosauroideos parecen haberse desarrollado en el Triásico tardío, a partir de formas basales similares a los paquipleurosaurios. El tamaño de estos animales oscilaba entre los 60 centímetros de algunas especies de Lariosaurus y los más de cuatro metros de los especímenes más grandes de Nothosaurus.
El número de notosauroideos disminuyeron durante el Triásico Superior, cuando los mares fueron poblados por otros reptiles marinos más especializados. 

## Sistemática
Los notosauroideos se han considerado antepasados de los plesiosaurios. Sin embargo, los análisis cladísticos más recientes han demostrado que los primeros han tenido una evolución completamente independiente respecto a los plesiosaurios, cuyos orígenes se encuentran en el grupo de los pistosauroides. 
Otro grupo a menudo asociado con los notosauroideos es el de los paquipleurosaurios, pequeños reptiles acuáticos que a menudo vivían en los mismos entornos que los notosaurios. Todos estos, en cualquier caso, forman parte de los Sauropterygia, un gran grupo de reptiles acuáticos que desarrollaron morfologías peculiares y adaptaciones extremas al entorno acuático.
- Orden Nothosauroidea
  - Suborden Pachypleurosauria
    - Familia Pachypleurosauridae

  - Suborden Nothosauria
    - Familia Simosauridae
    - Familia Germanosauridae
    - Familia Nothosauridae